# Manalobe
Manalobe is een plaats en commune in het zuiden van Madagaskar, behorend tot het district Betioky Sud, dat gelegen is in de regio Atsimo-Andrefana. Tijdens een volkstelling in 2001 telde de plaats 3.620 inwoners.
De plaats biedt alleen lager onderwijs aan. 55% van de bevolking werkt als landbouwer en 40% houdt zich bezig met veeteelt. Het belangrijkste landbouwproduct is rijst; andere belangrijke producten zijn suikerriet en maniok. Verder is 1% actief in de dienstensector.